# Coelostathma cocoana
Espèce
Coelostathma cocoana est une espèce de papillons de nuit de la famille des Tortricidae.

## Répartition et habitat
Coelostathma cocoana est décrite du Costa Rica.

## Taxinomie
L'espèce Coelostathma cocoana est décrite par Bernard Landry en 2001.